# Nature Plants
Nature Plants — це щомісячний науковий журнал, який охоплює всі аспекти рослин і біології рослин. Він був створений у 2015 році та видається Nature Portfolio. Головний редактор — Кріс Серрідж.
Відповідно до Journal Citation Reports, імпакт-фактор журналу на 2020 рік становить 15,793.

## Теми
Теми статей, що публікуються в журналі:
| Агрономія                | Біоенергетика     | Ботаніка          | Метаболізм                  |
| Агрикультура             | Біофізика         | Генетика          | Метаболоміка                |
| Біохімія                 | Захист            | Геноміка          | Молекулярна біологія        |
| Еволюція                 | Клітинна біологія | Охорона лісу      | Продовольча безпека         |
| Екологія                 | Розвиток          | Протеоміка        | Рослинно-мікробні взаємодії |
| Резистентність до хвороб | Симбіоз           | Системна біологія | Ризосфера                   |
| Фотосинтез               | Фізіологія        | Економіка         | Використання води           |